# 深圳市人民政府口岸办公室
深圳市人民政府口岸办公室（简称深圳市口岸办），是中华人民共和国广东省深圳市人民政府直属机构，主管深圳市口岸日常运作协调、管理、监督及处理口岸涉外相关业务工作。

## 历史
- 1949年10月，中国人民解放军宝深军事管制委员会接管文锦渡关卡和罗湖关卡[2]。
- 1976年3月5日，中共宝安县委边防口岸工作领导小组成立，该小组下设的办公室为深圳市人民政府口岸办公室的前身[2]。
- 1980年9月8日，深圳经济特区成立后，深圳市人民政府口岸办公室亦在随后成立[3]。
- 2023年12月28日，受穗莞深城际铁路皇岗口岸站施工影响，深圳市人民政府口岸办公室搬迁至福田区广电金融中心办公[4]。

## 职责
根据《深圳市人民政府口岸办公室职能配置、内设机构和人员编制规定》，深圳市人民政府口岸办公室承担下列职责：
1. 贯彻执行国家、省、市有关口岸工作的法律、法规和政策；起草相关地方性法规、规章草案，拟订有关发展战略和政策，经批准后组织实施。
2. 负责全市口岸设立、开放、关闭、退出及通关时间调整等事项的报批和组织实施。
3. 负责研究口岸整体布局规划，拟订建设改造计划并组织实施。服务口岸经济发展。
4. 负责加强口岸通关协作，推进口岸查验方式和监管模式创新。
5. 统筹全市口岸信息化建设，推动口岸公共数据的共享开放和利用。
6. 负责对口岸查验单位、驻点单位的工作协调和口岸运行的服务监管，优化口岸营商环境。
7. 维护口岸公共秩序和安全，组织开展全市陆路口岸安全防控和应急工作。
8. 负责全市口岸区域政府物业、设施设备等资产的监管，确保国有资产合理使用。
9. 根据市政府的授权，组织实施深港口岸合作。
10. 完成市委、市政府和上级部门交办的其他任务。

## 机构设置
- 秘书处（机关党委）
- 合作发展处（政策法规处）
- 陆路口岸处
- 海空港口岸处
- 规划建设处
- 数字口岸处
- 口岸资产监管处

## 深圳口岸分类
深圳已拥有经国务院批准对外开放的一类口岸16个。其中：公路口岸7个，铁路口岸2个，水运口岸6个，航空口岸1个。

### 公路口岸
- 罗湖口岸
- 文锦渡口岸
- 皇岗口岸
- 沙头角口岸
- 深圳湾口岸
- 福田口岸
- 莲塘口岸

### 铁路口岸
- 广深港高铁西九龙站铁路口岸
- 深圳铁路口岸

### 水运口岸
- 盐田港口岸
- 大亚湾口岸
- 蛇口口岸
- 赤湾口岸
- 妈湾口岸
- 大铲湾口岸

### 航空口岸
- 深圳宝安国际机场